# بي إي سي زفوله
بي إي سي زفوله (PEC Zwolle) هو نادي كرة قدم هولندي تأسس عام 1910 م، ألوان ملابس الفريق الحالية هي الأبيض والأزرق، يلعب حاليا في الدوري الهولندي الممتاز.